# Fotadrevo
Fotadervo egy vidéki kisváros Madagaszkáron. Az Ampanihy nevű körzethez tartozik, ami  a Atsimo-Andrefana régióban található. 2001-es becslések szerint a települést 35 000 ember lakja.
Általános és középiskolák is találhatóak a településen. A város többsége, 60 százaléka földművelésből, 30 százaléka pedig állattartásból keresi napi betevőjét. A legfontosabb gabona a rizs, fontosnak nevezhető még a mogyoró, és a cassavaand hagyma. Az ipar és a szolgáltatóágazat a lakosság 1-9 %-át foglalkoztatja.